# Gare de Berlin Köllnische Heide
La gare de Berlin Köllnische Heide est une gare ferroviaire à Berlin, dans le quartier de Neukölln.

## Situation ferroviaire
La gare se situe sur le raccordement de Baumschulenweg à Neukölln (de).

## Histoire
Depuis 1896, il existe un raccordement entre la gare de Neukölln (de) et la gare de Baumschulenweg sur la ligne de Berlin à Görlitz. Cependant, il n'y a pas de gare sur le raccordement.
Avant la Première Guerre mondiale, les Chemins de fer d'État de la Prusse élaborent des plans concrets pour la construction d’une gare sur cette ligne. À partir de 1913, les travaux commencent, mais en raison de la guerre, les travaux sont retardés. La plate-forme est achevée en 1916. La gare doit également recevoir un bâtiment d'accueil, la Reichsbahn confie cette tâche à l'architecte Karl Cornelius. Cornelius conçoit un grand bâtiment carrelé, en plâtre jaune, qui se présente dans le style moderne.
La gare ouvre le 16 août 1920. À cette époque, le chemin de fer de banlieue de Berlin n'est pas encore électrifié. Pendant huit ans, des trains à vapeur se dirigent à la fois en direction de Grünau et du Ringbahn de Berlin. Dans le cadre de la "grande électrification", des lignes de bus de chemin de fer de banlieue, urbaines et périphériques sont équipées d'un troisième rail pour accroître l’efficacité du processus d’exploitation.
La Seconde Guerre mondiale a peu de conséquences sur la gare.
Avec la construction du mur de Berlin à partir du 13 août 1961, le réseau de S-Bahn entre Berlin-Est et Berlin-Ouest est séparé. La gare de Köllnische Heide fait office de terminus pour les trains en provenance des gares de Gesundbrunnen et Zoologischer Garten. La Deutsche Reichsbahn continue d'exploiter le chemin de fer à transit rapide à l'ouest de Berlin, ce qui conduit au boycott de la S-Bahn (de) à Berlin-Ouest sous la direction de la DGB, ce qui entraîne une baisse rapide du nombre de passagers. La Deutsche Reichsbahn tente sans succès de reconquérir des passagers et rénove en 1975 le bâtiment d'entrée de la gare de Köllnische Heide.
Néanmoins, la Deutsche Reichsbahn continue d’exploiter le S-Bahn, malgré des restrictions opérationnelles croissantes. Après la grève de la Reichsbahn en 1980, la Reichsbahn réduit ses opérations à Berlin-Ouest sur un réseau central constitué de trois itinéraires. Il n'y a plus de trafic à la gare de Köllnische Heide qui est délaissée et victime du vandalisme.
En 1984, le Sénat de Berlin et la Deutsche Reichsbahn approuvent le rachat du S-Bahn de Berlin-Ouest par la Berliner Verkehrsbetriebe. Le plan est de restaurer le réseau S-Bahn d’avant 1980. À partir de 1989, la construction de la ligne entre Köllnischer Heide et Sonnenallee, qui doivent servir de terminus, et la gare de Westend commence ; la date d'achèvement provisoire est 1992. En raison de la situation complètement transformée après les événements de novembre 1989, les plans de reconstruction sont réorganisés. La connexion entre les gare de Köllnische Heide et de Baumschulenweg est revue, la date d’ouverture est reportée à 1993. La reconstruction comprend également une rénovation de la gare, la suppression de la plate-forme, l’extension du tunnel piétonnier menant à la rue Krebsgang et l'installation d'un ascenseur.
Le 17 décembre 1993, la réouverture solennelle la ligne sud de la Ringbahn de Berlin se déroule parallèlement à la circulation de deux trains S-Bahn de classe 485 (de). Au printemps 2006, la S-Bahn Berlin GmbH retire le centre de supervision de la gare en activité depuis 1994 pour des raisons de coût. Les indicateurs de destination qui ne sont plus utilisables sont supprimés, mais ils pouvaient être remis en service dans le cadre d'un projet pilote à la fin de l’été 2006 ; ils sont maintenant gérés par le centre de contrôle et non plus par le contrôle de la gare. Les annonces sont désormais, comme pour toutes les stations sans supervision, faites par le conducteur.

## Service des voyageurs

### Intermodalité
La gare a des correspondances avec des lignes d'omnibus de la Berliner Verkehrsbetriebe.